# Deflektometr
Deflektometr (rázové zařízení) – zařízení, které tlumeným rázem zatěžuje na povrchu vozovky její konstrukční vrstvy a případně podloží zatížením odpovídajícím zpravidla zatížení jedním kolem návrhové nápravy a zároveň měří hodnoty tohoto zatížení a jím vyvolaného průhybu v jednotlivých bodech průhybové čáry v místech snímačů.